# Henryk Cieszyński

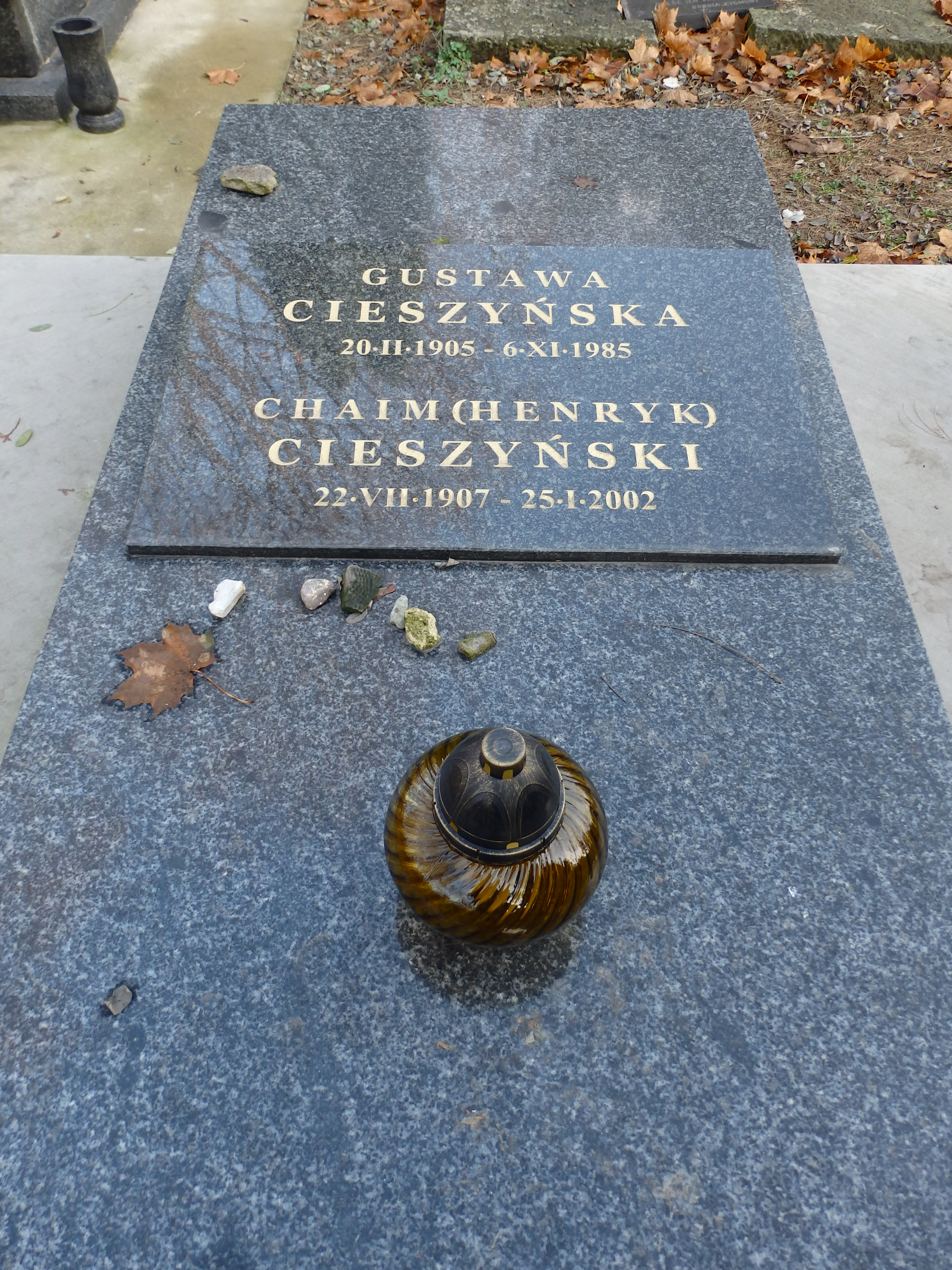
Grób Henryka Cieszyńskiego na cmentarzu żydowskim w Warszawie

Henryk Cieszyński, pierwotnie Chaim Cieszyński (ur. 10 lipca 1907 w Otwocku, zm. 25 stycznia 2002) – polski działacz komunistyczny żydowskiego pochodzenia, z zawodu piekarz.

## Życiorys
Urodził się w Otwocku w rodzinie żydowskiej, jako syn Mordki i Sary. W 1924 wstąpił do Komunistycznego Związku Młodzieży Polskiej, a w 1929 do Komunistycznej Partii Polski. Za swoją działalność wielokrotnie był aresztowany. Łącznie w więzieniach przesiedział półtora roku. Podczas II wojny światowej uciekł do Związku Radzieckiego. Walczył w I Armii Ludowego Wojska Polskiego. Po zakończeniu wojny i powrocie do Polski był członkiem PPR i PZPR. Był wiceprzewodniczącym Wojewódzkiego Komitetu Żydowskiego w Katowicach. W latach 1948–1953 był instruktorem KW PZPR w Katowicach. Od 1953 był członkiem Prezydium Zarządu Głównego Towarzystwa Społeczno-Kulturalnego Żydów w Polsce.
W latach 90. mieszkał w Stanach Zjednoczonych. Zmarł w Kalifornii. Pochowany jest na cmentarzu żydowskim przy ulicy Okopowej w Warszawie.